# Dünenfeld am Sandhügel nordnordwestlich von Geiselwind
Dünenfeld am Sandhügel nordnordwestlich von Geiselwind (offizieller Name Dünenfeld am Sandhügel NNW von Geiselwind) ist ein eingetragenes Geotop in der Gemarkung von Geiselwind in der gleichnamigen Gemeinde im unterfränkischen Landkreis Kitzingen.

## Geografische Lage
Das Dünenfeld befindet sich im Nordnordwesten der Geiselwinder Gemarkung in einem dichten Waldgebiet des Steigerwaldes. Das Areal wird bereits vom weiter nördlich befindlichen Sandberg, einer Erhebung des Steigerwaldes, dominiert und ist am Fuße des ca. 449 Meter hohen Sandhügels zu finden. Es wird lediglich durch mehrere Waldwege erschlossen, die namenlos sind. Wenige Meter nordöstlich ist der sogenannte Alte Dreifrankenstein als historische Bezirksgrenze und Wegmarke zu finden. In etwa 1 Kilometer Entfernung verläuft im Nordosten die Kreisstraße KT 47/BA 7, die den Geiselwinder Gemeindeteil Ebersbrunn mit Kleinbirkach im oberfränkischen Landkreis Bamberg verbindet. Naturräumlich ist das Areal Teil des Steigerwaldes und befindet sich inmitten des Landschaftsschutzgebietes innerhalb des Naturparks Steigerwald (ehemals Schutzzone), sowie im Naturpark Steigerwald selbst.

## Beschreibung
Das ausgedehnte Dünenfeld mit stark ausgeprägtem Relief befindet sich im Wald. Ähnlich wie beim ebenfalls als Geotop geschützten Dünenfeld nordöstlich von Gräfenneuses sind keine Sandaufschlüsse zu erkennen. Die Die Sandkörner entstammen den Gesteinen im Maintal und wurden vom Fluss rundgeschliffen. Anschließend lagerten sie sich unweit des heutigen Volkach ab, wurden vom Wind verblasen und im Steigerwald aufgeweht. Teilweise entstammen die Sande auch dem Fichtelgebirge. Das Bayerische Landesamt für Umwelt ordnet das Dünenfeld als Geotop mit der Nummer 6228GT000002 ein. Das Areal wird heute forstwirtschaftlich genutzt, der Zugang zu den Dünen ist allerdings nicht eingeschränkt. Der Wert der Dünen wird mit „bedeutend“, der dritthöchsten von fünf Bewertungskategorien angegeben.